# 兵庫県道482号沼島線
兵庫県道482号沼島線（ひょうごけんどう482ごう ぬしません）は、兵庫県南あわじ市を通る一般県道である。

## 概要
南あわじ市沼島を通る兵庫県最南端の県道である。沼島の玄関である沼島漁港と市街地を結ぶ。

### 路線データ
- 起点：南あわじ市沼島（沼島漁港付近）
- 終点：南あわじ市沼島
- 総延長：40 m

## 地理

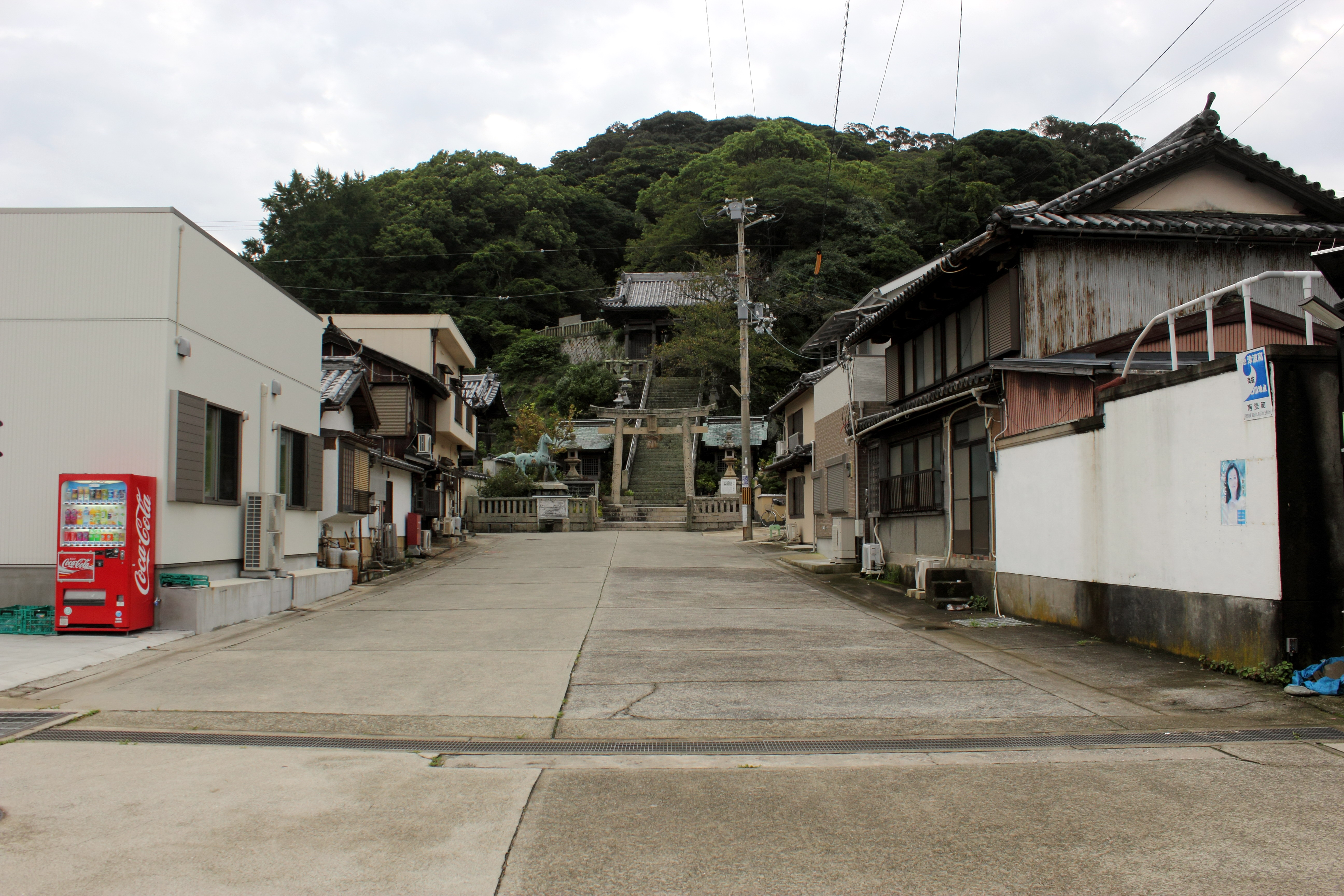
兵庫県道482号沼島線 全景

島内のみで完結する道路なので、市道以外の接続道路は無い。沼島漁港から沼島汽船で淡路島の土生港に渡ると、そこを兵庫県道76号洲本灘賀集線が通っている。

### 通過する自治体
- 南あわじ市

### 沿線
- 沼島漁港
- 沼島郵便局